# Caleta del sol
Caleta del sol, est une telenovela chilienne diffusée entre le 20 octobre 2014 et le 21 janvier 2015 sur TVN.

## Acteurs et personnages
- Carolina Arregui : Elena Aránguiz
- Francisco Melo : Crescente Maturana Gutiérrez
- Gonzalo Vivanco : Ignacio Cox
- Mayte Rodríguez : Bárbara "Caracolito" Hidalgo Aránguiz
- Jorge Arecheta : Gerardo "El Lobo Chico" Mardones Paredes
- Daniela Lhorente : Mariana Sandoval - Villana Principal
- Nicolás Oyarzún : Gabriel Opazo - Villano
- Luis Alarcón : Nicasio "Don Lobo" Mardones
- Tatiana Molina : Lidia San Juan
- Grimanesa Jiménez : Miriam Paredes
- Gabriela Medina : Juana Gutiérrez
- Renata Bravo : Clara Montecinos
- Macarena Teke : Sandra Soto Montecinos
- Andrés Velasco : Federico Galván
- Erto Pantoja : Emilio Viveros - Villano
- Mario Bustos : Mario Luna "Pata 'e Mula"
- Ignacio Susperreguy : Nicolás Hidalgo Aránguiz
- Matias Assler : Vicente "Vicho" Foster
- Valentina Carvajal : Catalina "Chica K" Infante
- Karla Melo : Fabiana Cordero - Villana
- Gabriel Cañas : Darío "Chungungo" Jerez San Juan
- Silvana Salgueiro : Estrella Jerez San Juan
- Elisa Alemparte : Maribel
- Camila Lasso : Vanessa
- Marcelo Gutiérrez : Felipe
- Nicolás Platovsky : Sebastián
- Roberto Prieto : Padre Juan Eduardo "Lalo"
- Patricio Strahovsky : Francisco Hidalgo
- Gabrio Cavalla : Rodolfo Sandoval
- Rafael Ahumada : Pescador
- Carolina Vargas : Natalia

## Diffusion
- TVN
- TV Chile